# Temporada invernal en Colombia de 2010 y 2011

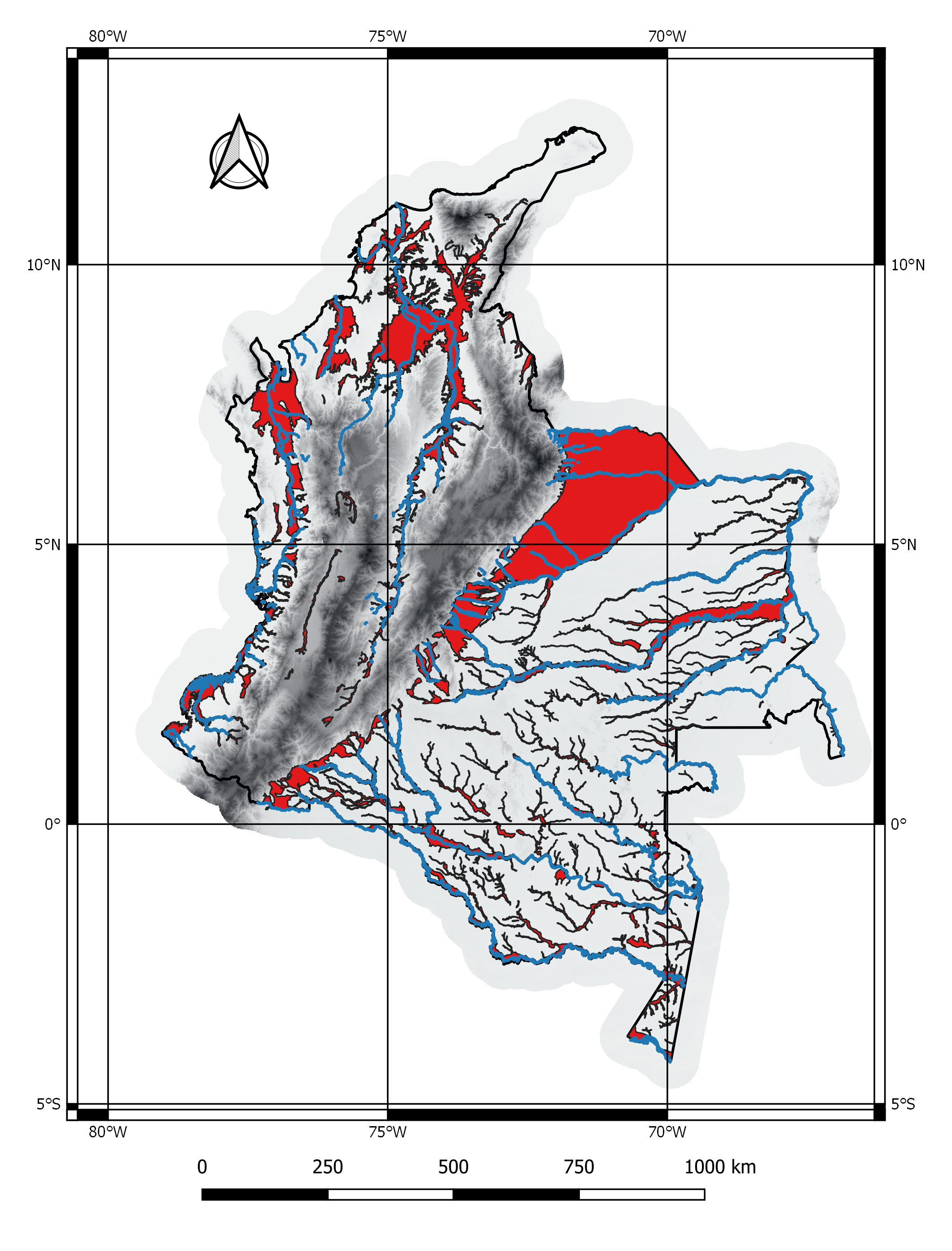
En rojo se muestran las áreas inundadas durante los eventos de inundación de 2010 y 2011 de acuerdo con la información del IDEAM. En Azul líneas de los ríos principales de acuerdo con la información del IGAC en el sistema SIGOT. En escala de grises DEM de elevaciones con información de GMTED2010.

La Temporada invernal en Colombia de 2010 fue una temporada de lluvias anormalmente fuerte experimentada en Colombia entre junio de 2010 y mayo de 2011. La temporada produjo fuertes aguaceros que causaron fuertes inundaciones y deslizamientos de tierra en diferentes zonas de Colombia. La situación se originó debido a las abundantes lluvias provocadas por depresiones tropicales; y frentes cálidos propios de la época húmeda, ocasionados por el fenómeno de La Niña.
Los torrenciales aguaceros, chubascos, vendavales e indisposiciones atmosféricas como cielos parcial y totalmente nublados, tormentas eléctricas y lloviznas frecuentes, se presentaron desde el mes de junio y se hicieron más fuertes en agosto y septiembre, generando problemas de damnificados e insalubridad. Las lluvias se extendieron hasta noviembre causando estragos.
El gobierno del presidente Juan Manuel Santos declaró la "Emergencia Económica, Social y Ecológica" y la "situación de Desastre", para afrontar la grave emergencia por las inundaciones y los deslizamientos que ocasionaron las lluvias en Colombia. El estado de excepción tuvo una duración de 30 días, que podía prolongarse hasta 90 días por las lluvias e inundaciones que fueron catalogadas como las peores en los últimos 40 años en Colombia.

## Afectaciones
De acuerdo con el Instituto Geográfico Agustín Codazzi (IGAC) se identificó, cuantificó y publicó en un primer reporte que el área inundada era de cerca de 764.033 ha. a partir del análisis de información obtenida entre el 22 de noviembre de 2010 al 20 de diciembre de 2010 y comparándola con el período comprendido entre octubre y diciembre de 2011, el cual fue considerado como un período normal.
Posteriormente, en agosto de 2011, el IGAC indicó a través del reporte final que el área afectada total fue de 1.642.108 ha., una vez se descontaron los cuerpos de agua naturales y las áreas de inundaciones periódicas.
| Departamento       | Área total | Área inundación 2010-2011 | Municipios afectados |
| ------------------ | ---------- | ------------------------- | -------------------- |
| Antioquia          | 6.296.299  | 132.568                   | 100                  |
| Arauca             | 2.383.135  | 15.519                    | 4                    |
| Atlántico          | 331.159    | 44.083                    | 21                   |
| Bolívar            | 2.665.496  | 319.525                   | 42                   |
| Boyacá             | 2.317.531  | 16.437                    | 34                   |
| Caldas             | 74.389     | 8.764                     | 22                   |
| Caquetá            | 9.010.823  | 248                       | 3                    |
| Casanare           | 4.434.139  | 323.037                   | 17                   |
| Cauca              | 3.125.130  | 2.267                     | 16                   |
| Cesar              | 2.256.550  | 71.281                    | 21                   |
| Chocó              | 4.824.344  | 29.864                    | 22                   |
| Córdoba            | 2.499.858  | 142.691                   | 28                   |
| Cundinamarca       | 2.398.439  | 30.153                    | 57                   |
| Huila              | 1.813.533  | 6.086                     | 18                   |
| La Guajira         | 2.061.936  | 16.257                    | 9                    |
| Magdalena          | 2.314.438  | 134.924                   | 28                   |
| Meta               | 8.555.025  | 96.899                    | 12                   |
| Nariño             | 3.149.751  | 17                        | 2                    |
| Norte De Santander | 2.182.705  | 26.403                    | 9                    |
| Quindío            | 193.217    | 176                       | 4                    |
| Risaralda          | 356.035    | 1.711                     | 8                    |
| Santander          | 3.054.326  | 99.964                    | 23                   |
| Sucre              | 1.071.860  | 9.794                     | 15                   |
| Tolima             | 2.415.020  | 13.118                    | 29                   |
| Valle Del Cauca    | 2.076.805. | 12.176                    | 31                   |
| Total              | 72.531.447 | 1.642.108                 | 575                  |

## Afectación por departamentos

### La Guajira
El 2010 fue el año con más precipitaciones en los últimos diez años en La Guajira, más fuerte que la temporada de 2008. El Sistema de Información para la Prevención y Atención de Desastres (CREPAD), con presencia en el Departamento La Guajira por medio de su informe en el mes de agosto, estableció que en lo corrido del año 2010 hubo 10 303 personas damnificadas con un total de 1819 familias, 9 viviendas destruidas y 334 en pésimas condiciones. El fenómeno de La Niña ha producido numerables aguaceros, incluyendo las depresiones tropicales en el mar Caribe, y los frentes cálidos procedentes de las evaporaciones en el golfo de Venezuela, y desplazados por la corriente del golfo en dirección este - oeste hasta las costas Caribe de ese departamento.
Otra causante de lluvias fue los efectos indirectos del huracán Earl, y la tormenta tropical Matthew que a partir del 26 de septiembre se convirtió en remanentes que originaron fuertes precipitaciones. La Temporada de huracanes en el Atlántico de 2010 ha tenido fuerte efecto en ese departamento.
El Alto Comisionado de las Naciones Unidas para los Refugiados (ACNUR), con base en datos suministrados por el CREPAD, anunció por medio de un informe emitido el 12 de agosto de 2010 una grave situación de damnificados por las lluvias.
- 10.303 personas afectadas y en total 1.819 familias.
- 160 familias que representan 800 personas damnificadas pertenecen a comunidades indígenas.
- 9 viviendas quedaron destruidas.
- 172 casas resultaron afectadas y 165 semidestruidas.
- El 75% de la población rural del Municipio Maicao quedó damnificado.

En julio, la Cruz Roja informó que 2.005 personas en todo el municipio se encontraban damnificadas por las inundaciones. La ACNUR en agosto reportó 592 familias y 3.113 personas damnificadas en el área rural, y 209 familias y 1.127 personas del área urbana, que en total conforman 801 familias y 4.220 personas además de 54 viviendas afectadas y 25 semidestruidas en todo el municipio.
Los municipios más afectados por las lluvias fueron Maicao, Riohacha y Manaure, siendo los dos primeros los más perjudicados debido a las numerosas familias damnificadas por las inundaciones, ya que muchas de ellas habitan en viviendas ubicadas en barriadas con altura relativamente baja a terrenos adyacentes, es decir, comunidades organizadas sin ningún seguimiento por parte de autoridades ni de la Oficina de Ordenamiento Territorial. Otros municipios afectados fueron Albania, con 532 personas damnificadas y 10 casas semidestruidas, Fonseca, con 1384 personas damnificadas y 49 viviendas semidestruidas, Uribia, con 1015 personas damnificadas, y 16 viviendas semidestruidas y Villanueva, con 659 personas damnificadas y 7 viviendas semidestruidas.

#### Maicao
El municipio de Maicao fue el más afectado en su departamento, por esta situación el gobierno de dicho municipio decretó la Emergencia Sanitaria para permitir la atención inmediata, en tanto que no estaba preparado para enfrentar la emergencia por las lluvias.
El Comité de Atención y Prevención de Desastres dijo que aproximadamente mil familias quedaron damnificadas por un fuerte aguacero el 8 de septiembre, situación que llevó al día siguiente a protestas por personas damnificadas que exigían ayudas de las autoridades, que según publicaciones en Internet de Caracol Radio «con la inundación de las viviendas han perdido sus enseres y no tienen donde dormir»; además bloquearon una vía nacional llamada Troncal del Caribe que atraviesa a la ciudad cabecera municipal y que la Policía Nacional procedió a terminar, pero debido a los altercados tuvieron que lanzar gas lacrimógeno a los manifestantes, asimismo otras personas incendiaron un kiosco del Centro Administrativo Municipal (CAM) —donde quedan las oficinas de la empresa del acueducto— debido al retraso en los trabajos de construcción de los colectores de aguas lluvias en un barrio cercano, el cual se inundó con aguas rebosadas.
La ACNUR en agosto fijó 2.453 personas damnificadas y en total 425 familias, con 108 viviendas afectadas y 25 semidestruidas. Para septiembre, las autoridades encargadas de esta situación manejaban la cifra de 674 familias. pero el 6 de septiembre la Oficina de Prevención y Desastres de La Guajira informó que el número de familias afectadas ascendió a 860. Un día previo, un aguacero del 5 del mes mencionado dejó 980 familias y 4600 personas afectadas de acuerdo a la información que dio a conocer la Cruz Roja.
El número de barrios afectados por las lluvias han sido 25, por lo general ubicados en el occidente, parte del centro y sur de la ciudad de Riohacha, asimismo otros barrios que sufrieron problemas por los aguaceros; y que en total comprenden el 70% de toda la urbe (ver Estructura urbana de Riohacha). La secretaria de la Oficina de Planeación Municipal dijo: «hace 50 años no se presentaba esta situación en Riohacha», entretanto el director del Comité Departamental de Atención y Prevención de Desastres anunció que se había brindado ayuda humanitaria a 687 familias, y para el 10 de septiembre lograron determinar la cifra de 30 barrios afectados y 1.200 las familias damnificadas.
La presidenta de la Asamblea Departamental de La Guajira dijo que habían «más de dos mil damnificados». Las lluvias produjeron el desborde del arroyo Limón que inundó varios barrios de la pequeña ciudad de Manaure, además inundó una charca de las salinas y desbordó un dique en construcción. Posteriormente, más de 200 mil toneladas de sal marina de una charca conocida como Chorchimana —la misma que fue inundada— desaparecieron, perjudicando económicamente a más de 800 familias, junto a otras 200 que también resultaron damnificadas de otras formas por los aguaceros.
Muchas poblaciones resultaron afectadas por las fuertes lluvias en los distintos municipios del sur de La Guajira: Fonseca, San Juan del Cesar, Villanueva, El Molino y Distracción (ver Anexo:Municipios de La Guajira). El problema se presentó cuando el caudal de los ríos Ranchería, Cesar, Marquesote, entre otros, se desbordaron inundando numerosas comunidades, provocando el riesgo de pérdida de productos agrícolas listos para cosecha, enturbiando las aguas del acueducto de San Juan, y volviendo a las calles intransitables.
Fonseca ha sido el cuarto municipio de su departamento más afectado después de Manaure. La ACNUR en agosto reportó 238 familias y 1.384 personas damnificadas, y solo 49 viviendas en condición de semidestruidas llegando a ser el segundo después de Riohacha. Villanueva le sigue en quinto lugar con 132 familias y 659 personas damnificadas con solo 7 viviendas semidestruidas.
El Municipio Uribia sufrió los embates del paso de la tormenta tropical Matthew que produjo el desbordamiento del arroyo Kutanamana y que inundó seis barrios de la cabecera municipal (Uribia) de dicho municipio y dos comunidades rurales llamadas Ishurruo y Pepsuapa. La Alcaldía de ese municipio entregó alimentos, colchonetas y atención médica; y voluntarios del Cuerpo de Bomberos destaparon las alcantarillas del desagüe en la mencionada cabecera municipal.
La ACNUR en agosto informó 128 familias y 1.015 personas damnificadas, y solo 16 viviendas semidestruidas llegando a ser el tercer municipio con más casas en esta condición después de Fonseca. Información oficial reportó 25 familias y 80 personas damnificadas, quienes fueron atendidas por el Comité Local para la Atención y Prevención de Desastres y alojadas en albergues transitorios.
El Municipio Albania recibe las mismas lluvias que el Municipio Maicao, al igual que frentes cálidos que se desplazan en dirección norte-sur en La Guajira. La ACNUR en agosto indicó que 95 familias y 532 personas resultaron damnificadas y solo 10 casas fueron semidestruidas.

### En el Atlántico
En el Atlántico se presentaron inundaciones por la ruptura de 214 m del Canal del Dique, al sur del departamento. Las aguas del canal surtidas por el río Magdalena inundaron municipios enteros y subió los niveles del embalse del Guájaro con 1400 m³ por segundo.
Los municipios más afectados por inundaciones fueron Repelón, Manatí, Santa Lucía, Campo de la Cruz y Candelaria.
La revista colombiana Semana comparó la emergencia del sur del Atlántico con la devastación causada por el huracán Katrina en Nueva Orleans y predijo que, como impacto, sus habitantes 'tendrán que cambiar su forma de vivir' ya que algunos 'no podrán volver a sus tierras'.
A la zona llegaron Jeffrey A. Bedey y David Brauner, expertos de la firma norteamericana CDM para analizar la magnitud de la inundación. Bedey y Brauner catalogaron la situación como muy difícil ya que tomaría mucho tiempo en recuperarse. Las inundaciones no causaron muertes porque el nivel de las aguas fue subiendo paulatinamente, lo que le dio tiempo para evacuar a los cerca de 92 mil pobladores de la zona. Helicópteros Blackhawk del Ejército Nacional de Colombia empezaron labores de bloqueo de la ruptura lanzando cientos de sacos de arena, pero según los expertos la labor no servirá de mucho porque las aguas continúan a niveles altos y solo se podrá contener cuando las aguas residan. Por este hecho el gobernador de ese entonces Eduardo Verano de la Rosa fue duramente cuestionado por el manejo de la situación al decir que el departamento estaba "blindado" ante cualquier eventualidad ambiental.

### En Bolívar
El departamento de Bolívar fue una de las zonas de Colombia más afectadas. El 15 de diciembre el ministro de Defensa, Rodrigo Rivera Salazar, fue a la ciudad de Cartagena (Colombia), para evaluar y coordinar junto al gobernador Alberto Bernal Jiménez, medidas a tomar para contrarrestar la emergencia invernal en el departamento. El ministro informó que el departamento de Bolívar tenía hasta el momento 60 mil familias damnificadas y lo catalogó como el departamento "más golpeado" por el temporal de lluvias e inundaciones.

### En Valle del Cauca
Poblaciones como Versalles, Ginebra y La Victoria sufrieron inundaciones. La zona franca del pacífico resultó afectada, dejando completamente bajo el agua cientos de carros nuevos y maquinaria, además de insumos químicos, los cuales tuvieron que ser removidos de manera muy cuidadosa para que no causaran un desastre ecológico. En San Pedro, causaron la caída de un puente, lo que entorpeció un poco la movilidad; el servicio de agua potable fue removido por más de una semana, y en una de sus veredas, murieron cientos de aves.

### En Cundinamarca y Bogotá
El 25 de noviembre de 2010, el gobernador de Cundinamarca, Andrés González Díaz alertó a los municipios de Tabio, Chía y Cajicá por ser zonas amenazadas por el desbordamiento del río Frío, también advirtió de la posibilidad de incluir al municipio de Soacha por el creciente cauce del río Bogotá. Tras las fuertes lluvias en el Páramo de Guerrero, el río se desbordó y afectó a varios municipios de Cundinamarca.

"Alertamos a los alcaldes, a los cuerpos de emergencia del sector para que estén atentos para prevenir catástrofes producto del desbordamiento en los sectores aledaños al Río Frío", indicó anoche el mandatario departamental.
Gobernador González

### En Córdoba
El 15 de diciembre de 2010, río Sinú empezó a desbordarse afectando varios municipios de Córdoba. El 16 de diciembre, en la capital departamental, la ciudad de Montería, ocho barrios fueron inundados por las aguas. El IDEAM declaró la "Alerta" y obligaron la evacuación de la ciudad.

### En Norte de Santander

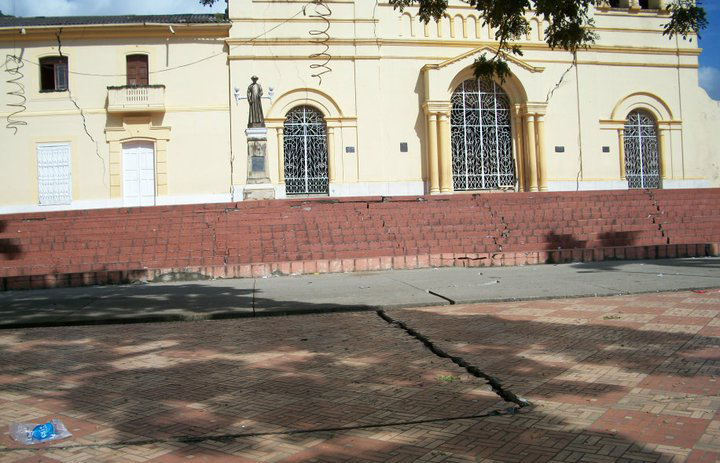
La Iglesia de San Rafael Arcángel y fachadas aledañas agrietadas a causa de la falla geológica en Gramalote.

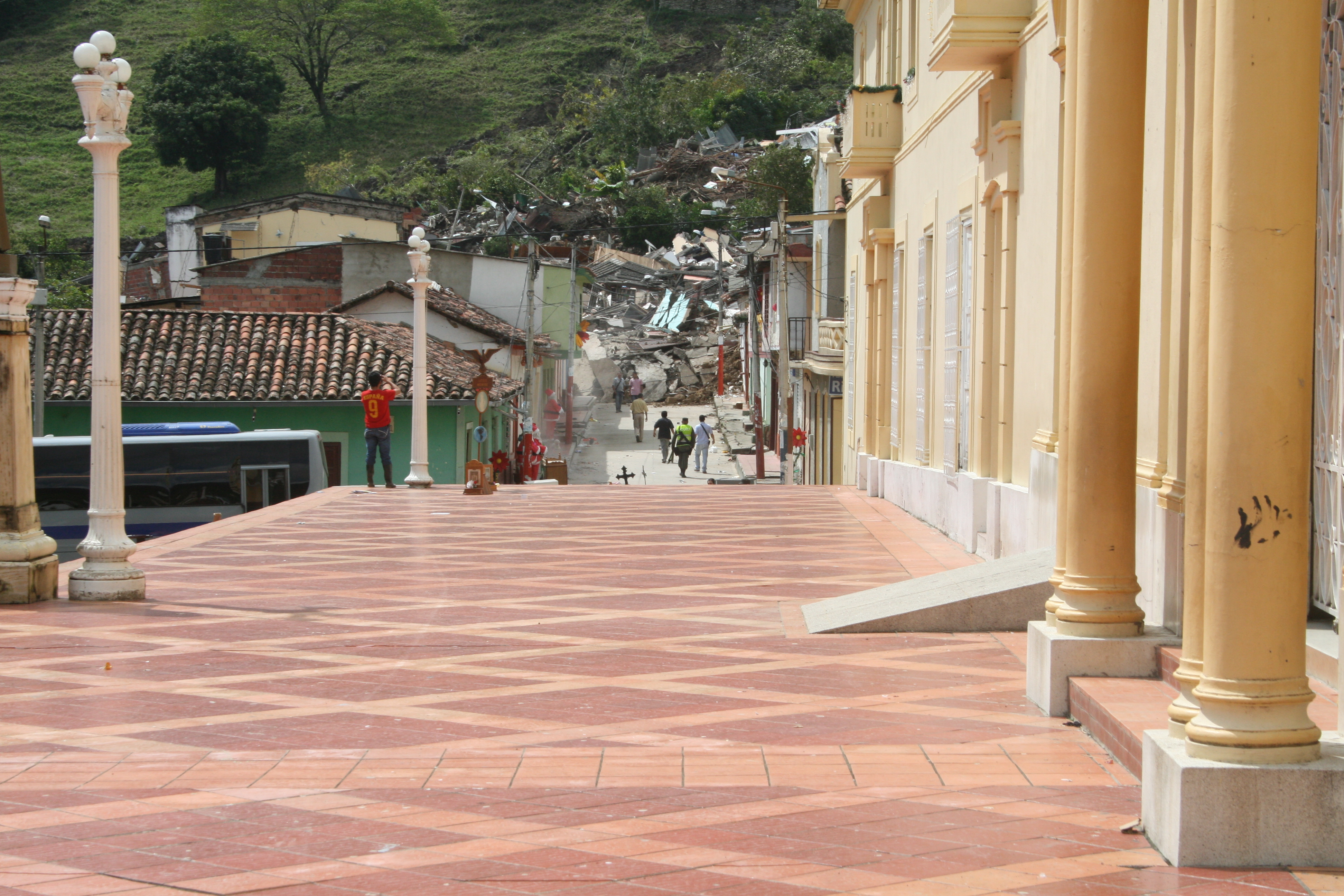
Destrucción del municipio de Gramalote, Norte de Santander.

Este ha sido uno de los departamentos más afectados por la oleada invernal, dejando incomunicados principalmente a 32 de los 40 municipios. El taponamiento más serio se registró en la vía que de Ocaña conduce a la ciudad de Cúcuta. Los deslizamientos de tierra y avalanchas también han ocasionado decenas de damnificados, contabilizando el número de estos en más de 60.000 el 13 de diciembre.
el 8 de noviembre, en el municipio de El Carmen, se presentó una avalancha. Las zonas más afectadas fueron el Barrio El Líbano donde quedaron completamente destruidas 19 viviendas y otras 5 quedaron inutilizables. La fuerza aérea tuvo que movilizar las ayudas vía helicoportada, debido a que la emergencia taponó completamente el acceso por tierra a esta población. El corregimiento de Guamalito también quedó seriamente afectado y sin servicio de agua, electricidad ni telefonía celular.
El día 2 de diciembre, el municipio de San Calixto fue afectado por una avalancha que dejó damnificados a todos los habitantes del barrio Guamalito quienes se vieron en la obligación de desalojar las viviendas para ser llevados a albergues temporales. Existe otro barrio que también está en alto riesgo de deslizamiento y todo el municipio está en alerta máxima.
El viernes 17 de diciembre, un rugido de la tierra alertó a la población de Gramalote, sobre la destrucción inminente del municipio, la emergencia comenzó cuando un alud de tierra averió cerca de 400 casas del casco urbano del municipio, toda la población fue evacuada. Una falla geológica sobre la que está asentada la población, sumado a la cantidad de agua que cayó, causó que las viviendas cayeran como naipes. Por ese fenómeno más de 100 casas se desplomaron y varias calles y andenes se abrieron como si se hubiera registrado un terremoto. Postes del alumbrado público quedaron partidos por la mitad y la iglesia sufrió también varias grietas. El casco urbano quedó casi borrado del mapa con el paso de los años, solo quedaron en pie algunas casas que no fueron afectadas por la falla geológica y la torre de la iglesia San Rafael de Gramalote que quedó a punto de venirse abajo.

## Plan de contingencia
La ministra de Ambiente, Vivienda y Desarrollo Territorial, Beatriz Uribe Botero, destinó ayudas a personas en "alto riesgo no mitigable" y solicitó "recursos adicionales para atender hechos inesperados". La ministra totalizó en 275.569 viviendas dañadas y cerca de 2 mil destruidas, la mayoría en zonas pobladas. El presupuesto asignado para reparar las viviendas es de $1,76 billones de pesos colombianos. Según la ministra las fuentes de financiación está distribuidas en $631.261 millones de pesos provenientes del Subsidio Familiar de Vivienda y el Fondo Nacional de Vivienda; $564.369 millones de pesos de las entidades territoriales (municipios y departamentos) y $564.369 millones adicionales del Fondo Nacional de Regalías y Presupuesto Nacional.
La ministra Beatriz Uribe dijo que el gobierno evitaría trasladar poblaciones a ciudades capitales de los departamentos de Colombia.

## Responsabilidad de las Corporaciones Autónomas Regionales
Desde el momento en el cual se presentaron las primeras inundaciones diferentes sectores de la sociedad acusaron a las Corporaciones Autónomas Regionales como responsables de las inundaciones al considerar que no habían desarrollado las suficientes actividades de prevención que minimizaran los efectos de las inundaciones.
Como consecuencia de lo anterior el Gobierno Nacional de Colombia decidió intervenir algunas de las corporaciones entre las cuales se destaca la fusión de las corporaciones autónomas CAR y CARDIQUE en una nueva corporación nombrada Corporación Autónoma Regional de la cuenca Baja del Río Magdalena, CAR - Bajo Magdalena. Sin embargo, posteriormente fue declarado inexequible por la Corte Constitucional de Colombia de acuerdo con la sentencia C-276/11.

## Petición de ayuda a comunidad internacional
El 7 de diciembre de 2010, el presidente Juan Manuel Santos anunció que pediría créditos al Banco Mundial de 150 millones de dólares. Adicionalmente destinaría 25 millones de dólares incautados a los narcotraficantes para atender a los casi 1,3 millones de damnificados y a familiares de las 154 personas muertas víctimas de las inundaciones. Al momento, el gobierno informó que 599 municipios de Colombia, de los 1.100 que tiene Colombia, estaban registrado emergencias por causa del invierno. El gobierno decretó estado de calamidad en 28 de los 32 departamentos de Colombia.
El 25 de noviembre de 2010, el presidente Santos ordenó a la canciller María Ángela Holguín que enviara una comunicación a todas las representaciones internacionales y a organismos multilaterales acreditados en Bogotá para pedir ayuda por los damnificados por la ola invernal.

"A causa de la fuerte temporada de lluvias provocadas por el fenómeno de La Niña en Colombia, el país está siendo severamente afectado por inundaciones, crecientes súbitas y desplazamientos de tierra que afectan a 575 municipios", correspondiente al 49 por ciento del país.
María Ángela Holguín

El ministro del Interior y Justicia, Germán Vargas Lleras anunció que el gobierno decretaría la "catástrofe nacional" para poder utilizar créditos y poder solventar a los damnificados por la oleada invernal. El decreto fue enviado al consejo de ministros, quienes lo aprobarían como prerrequisito para acceder a 150 millones de dólares en créditos internaciones al Banco Mundial (BM) y canalizarlos al Fondo de Calamidades. El ministro Vargas dijo que la prioridad del gobierno era principalmente solventar la emergencia humanitaria, para luego empezar las labores de reconstrucción de viviendas y prevención de nuevas tragedias. El ministro calculó que había cerca de un millón 200 mil colombianos afectados.

### Ayuda internacional
- Estados Unidos: El gobierno del presidente de Estados Unidos Barack Obama, por medio del embajador de ese país en Colombia, Michael McKinley se mostró comprometido en ayudar en la atención de los damnificados por el invierno en Colombia.[35][23]

El 15 de diciembre de 2010, el diplomático anunció que Estados Unidos había donado US$ un millón 300 mil dólares como ayuda inicial y que la siguiente semana llegaría a Colombia un equipo de ingenieros del Ejército de los Estados Unidos para ayudar en el proceso de reparación del Canal del Dique en el Atlántico.
- Israel: El gobierno de Israel envió a Colombia cerca de 50 toneladas en utensilios de ayuda para los damnificados y anunció que donaría 25 mil dólares. El gobierno israelí también envió a varios militares de alto rango para cooperar con las Fuerzas Militares de Colombia en las labores de ayuda a los damnificados.[36][37]

- Ecuador: El presidente ecuatoriano Rafael Correa visitó Colombia y la vecina Venezuela donde la estación lluviosa también causó inundaciones y miles de damnificados. El presidente Correa llevó toneladas de ayuda y acompañó al presidente Santos por algunas de las zonas afectadas. Prometió el envío de más ayuda humanitaria.[37]

- Brasil: El presidente de Brasil, Luiz Inácio Lula da Silva, donó a Colombia de US$500 mil dólares.[37]

- Chile: El presidente chileno, Sebastián Piñera, estuvo en Colombia de visita oficial el 24 de noviembre de 2010. Como parte de su visita Piñera llevó a Bogotá 28 toneladas de ayuda para los damnificados.[37]

- Unión Europea: La Unión Europea donó a finales de noviembre, 400 mil euros (US$ 530 mil dólares) para ayuda alimentaria y proveer agua potable.[37]

- La Corporación Andina de Fomento (CAF) prometió 100.000 dólares como ayuda a la emergencia humanitaria.[37]